# 슬로바키아 수페르리가
슬로바키아 수페르리가(슬로바키아어: Slovenská Superliga 또는 Slovenská Futbalová Liga)는 슬로바키아의 최상위 축구 리그로서, 스폰서의 명칭을 따라 포르투나 리가(Fortuna liga)라고도 불린다. 슬로바키아 축구 리그는 1993년에 체코슬로바키아로부터 분할독립되면서 시작되었다. 2005-06시즌이 끝난 후 2부 리그(2. Liga)에서 세 팀을 승격시켜 2006-07시즌부터 12팀으로 확대되었다.
리그는 2006-07시즌부터 12팀이 홈 앤 원정 방식으로 각 팀당 두번씩 경기를 치러 총 22라운드의 경기를 한다. 그 후 1~8위팀은 1~8위 팀과의 전적을 보유한 상태에서 각팀당 두번씩 총 14라운드의 챔피언 결정 플레이오프를 실시하게 되어 최종 순위는 28라운드의 경기 결과로 리그 우승 팀을 가리게 된다. 그리고 9~12위 팀과 2부 리그 1~4위 팀은 승격 및 강등 플레이오프에 참가하여 각 팀당 두 번씩 총 14라운드를 펼쳐서 상위 1~4위팀은 수페르리가에 잔류 또는 승격하게 되고, 5~8위 팀은 2부리그에 잔류하거나 강등된다.
슬로바키아 리그 우승 팀은 UEFA 챔피언스리그 1차 예선라운드에 진출하게 되고, 2위팀과 컵대회 우승 팀은 UEFA 유로파컨퍼런스리그 2차 예선, 3위팀은 1차 예선에 진출한다. 4~7위팀은 플레이오프를 통하여 최종 승자가 3위팀과 마찬가지로 1차 예선에 진출한다.

## 역대 우승 팀
| 연도    | 팀                           |
| ------- | ---------------------------- |
| 1993-94 | ŠK 슬로반 브라티슬라바       |
| 1994-95 | ŠK 슬로반 브라티슬라바       |
| 1995-96 | ŠK 슬로반 브라티슬라바       |
| 1996-97 | MFK 코시체                   |
| 1997-98 | MFK 코시체                   |
| 1998-99 | ŠK 슬로반 브라티슬라바       |
| 1999-00 | FK 인테르 브라티슬라바       |
| 2000-01 | FK 인테르 브라티슬라바       |
| 2001-02 | MŠK 질리나                   |
| 2002-03 | MŠK 질리나                   |
| 2003-04 | MŠK 질리나                   |
| 2004-05 | FC 아르트메디아 브라티슬라바 |
| 2005-06 | MFK 루좀베로크               |
| 2006-07 | MŠK 질리나                   |
| 2007-08 | FC 아르트메디아 브라티슬라바 |
| 2008-09 | ŠK 슬로반 브라티슬라바       |

## 2024-25 시즌 클럽팀
- FC DAC 1904 두나이스카스트레다
- FC 스파르타크 트르나바
- FC 비온 즐라테모라우체
- FK AS 트렌친
- FK 세니차
- MFK 루좀베로크
- FC 니트라
- MFK 젬플린 미할로우체
- MŠK 질리나
- ŠK 슬로반 브라티슬라바
- ŠKF 세레티
- FK 포흐로니에